# Сан Вали (Ајдахо)
Сан Вали (енгл. Sun Valley) град је у америчкој савезној држави Ајдахо.

## Демографија
По попису из 2010. године број становника је 1.406, што је 21 (-1,5%) становника мање него 2000. године.
| Група             | 2000.         | 2010.         |
| Белци             | 1.277 (89,5%) | 1.310 (93,2%) |
| Афроамериканци    | 5 (0,4%)      | 3 (0,2%)      |
| Азијати           | 11 (0,8%)     | 11 (0,8%)     |
| Хиспаноамериканци | 102 (7,1%)    | 65 (4,6%)     |
| Укупно            | 1.427         | 1.406         |